# 1999年世界乒乓球錦標賽
1999年世界乒乓球锦标赛是第45届世界乒乓球锦标赛，于1999年8月2日至8月8日在荷兰埃因霍温举行。本届世乒赛原定在南斯拉夫的贝尔格莱德举行，因科索沃战争而更改举办地点。国际乒联决定将当年的世乒赛单项赛改在荷兰埃因霍温举行，而团体赛顺延至2000年2月在马来西亚吉隆坡举行。这是世乒赛历史上第一次将单项比赛和团体比赛分开举行。

## 项目奖牌榜
| 项目     | 金牌          | 银牌        | 铜牌                  |
| 男子单打 | 刘国梁        | 马琳        | 施拉格                |
| 男子单打 | 刘国梁        | 马琳        | 瓦尔德内尔            |
| 女子单打 | 王楠          | 张怡宁      | 柳智惠                |
| 女子单打 | 王楠          | 张怡宁      | 李楠                  |
| 男子双打 | 孔令辉 刘国梁 | 王励勤 阎森 | 普里莫拉茨 萨姆索诺夫 |
| 男子双打 | 孔令辉 刘国梁 | 王励勤 阎森 | 金泽洙 朴相俊         |
| 女子双打 | 李菊 王楠     | 孙晋 杨影   | 张莹莹 张怡宁         |
| 女子双打 | 李菊 王楠     | 孙晋 杨影   | 金茂校 朴海晶         |
| 混合双打 | 马琳 张莹莹   | 冯哲 孙晋   | 王励勤 王楠           |
| 混合双打 | 马琳 张莹莹   | 冯哲 孙晋   | 秦志戬 杨影           |